# Фондация „Мерц“ (Торино)
Фондация „Мерц“ (на италиански: Fondazione Merz) е фондация и музей в град Торино, регион Пиемонт, Северна Италия, посветен на съвременното изкуство.

## История
Фондацията на името на италианския художник и скулптор Марио Мерц, представител на Arte Povera, е открита през април 2005 г. като център за съвременно изкуство и музей на творбите на бележития творец. Тя е домакин на изложби, събития, образователни дейности и се занимава с изследването и изучаването на изкуството.
Разположена е на повече от 1500 кв. м. в бившия ТЕЦ на фабриките на Ланча – индустриална сграда в рационалистичен стил, построена през 30-те год. на 20 век в Борго Сан Паоло – работнически квартал на Торино, превърнат в жилищен.
Във фондацията се редуват изложби, посветени на Марио Мерц и съпругата му Мариза, и големи проекти на италиански и на международни художници, без да се пренебрегват изследванията върху младите поколения творци. Тя организира и събития, сред които прегледи на визуалното изкуство, на съвременната музика, спектаклите „Метеорит в градината“ (на английски: Meteorite in the Garden) и „Извинете, не разбирам“ (на италиански: Scusi, non capisco), който всяка година представлява възможност за диалог между различни дисциплини, свързани със съвременната култура.
Образователният ѝ отдел насърчава запознаването със съвременното изкуство чрез проектирането и провеждането на образователни дейности за различни видове аудитории: ателиета и семинари за ученици, студенти и преподаватели, специфични дейности за семействата и ежедневна безплатна услуга за посрещане на посетители в музейните зали.
В библиотеката на фондацията, специализирана в историята и критиката на модерното и на съвременно изкуство, се съхраняват повече от 4 хил. тома. Архив Мерц притежава около 1000 тома и съхранява документация относно творчеството на Марио Мерц. И двете структури са насочени към аудитория от специалисти, изследователи и студенти.
Наградата „Марио Мерц“, присъждана на всеки 2 години, има за цел да открива личности в областта на съвременното изкуство и на съвременната музикална композиция чрез познанията на международна мрежа от експерти. Проектът създава нова изложбена програма и музикални дейности между Италия и Швейцария.

## Изложби
Фондацията организира редица временни изложби. През 2019 г. са организирани следните изложби:
- Марио Мерц – Time is Mute (10.10.2019 – 29.3.2020): ретроспективната изложба се задълбочава в творчеството на Мерц, което се изправя срещу течението, подчертавайки анахроничната гледна точка.
- Емилио Прини (28.10.2019 – 9.2.2019): в сътрудничество с Архив Емилио Прини. За първи път е изложена група от над 40 творби на Прини от 1966 до 2016 г. с цел активиране на критическия и историческия размисъл върху творчеството на един от най-интересните представители на Arte Povera
- Мариза Мерц – Разединени геометрии геометрични пулсации (22.9.2019 – 12.1.2020): Соло изложба в Лугано (Швейцария) на съпругата на Мерц – Мариза, важна представителка на италианското съвременно изкуство. Курирана от Колекция „Джанкарло и Дана Олджати“ и Фондация „Мерц“
- ÜberMauer, в рамките на Биеналето на Средиземноморския архипелаг (6.11.2019 – 8.12.2019): на различни места в Палермо по случай 30 г. от падането на Берлинската стена и от студентските вълнения на пл. Тиенанмън и 50 г. от Стоунуолските бунтове. Творби на утвърдени международни творци като Шилпа Гупта, Алфредо Джаар, Емили Джасир, Зена ел Халил, Ширин Нешат, Дамиан Ортега, Михал Ровнер и Дриант Дзенели, на италиански художници или живущи в Италия творци като Франческо Арена, Клаудия Ди Ганджи, Патрицио Ди Масимо, Клер Фонтен, Джузепе Лана, Андреа Мазу и Джили Лави и родените в Палермо творци като Стефания Галегати, Иняцио Мортеларо и Микеле Тиберио, които отварят своите студия за поредица от посещения и публични срещи
- Botto&Bruno – The ballad of forgotten places (4.12.2018 – 1.12.2019): проект, подкрепен от Фондацията, победител в 3-тото издание на Италиански съвет (2018 г.) – конкурс на Генерална дирекция за съвременно изкуство и архитектура и градска периферия DGAAP (организъм на италианското Министерство на културното наследство и дейности за популяризиране на италианското съвременно изкуство по света). Творбата е изложена в Атина, Лисабон, Ница и в Кралските музеи на Торино
- Групова изложба на финалистите на 3-тото издание на наградата „Марио Мерц“ (3.6.2019 – 6.10.2019): Bertille Bak, Mircea Cantor, David Maljković, Maria Papadimitriou и Unknown Friend, от които ще бъде излъчен победител чрез гласуване на жури и публика със соло изложба във Фондацията през ноември 2020 г.
- Лина Фукà, Даниеле Галяноне и Паоло Леонардо – Само като деца (Solo da bambini): развива се заедно в три различни, на моменти припокриващи се истории, преживени от всеки от тримата художници – двойка и техният общ приятел. Общата нишка, която минава през този набор от визуални разкази, е размисълът около темата за детството, разбирана като условие, присъщо на всички човешки същества.

## Полезна информация
Безплатен достъп
- Деца до 10 г.
- Хора в неравностойно положение и един придружител
- Акредитирани журналисти
- Приятели на Фондация „Мерц“
- Притежатели на Abbonamento Musei Torino Piemonte, Torino+Piemonte Card
- Притежатели на карта ICOM.

До него се стига:
- с градски транспорт: автобуси n. 55 и 56 (спирка Robilant) и n. 64 (спирка Caraglio); трамвай n. 15 (спирка Racconigi).